# Demeters och Persefones helgedom i Akragas
Demeters och Persefones helgedom var en helgedom i Akragas (idag Agrigento) på Sicilien, tillägnad gudinnorna Demeter och Persefone. Den tillhörde de mer kända helgedomarna på Sicilien, där Demeterkulten var oerhört populär. Det har dock visat sig att den bestod av tre separata helgedomar snarare än en.
Akragas grundades i Gela 588 f.Kr. Demeters och Persefones helgedom innefattade i själva verket tre heliga platser: Demeters tempel, Demeters klipphelgedom och De Ktoniska Gudomligheternas helgedom. Demeters tempel låg på en kulle under den nuvarande kyrkan San Biagio. Det uppfördes av tyrannen Theron mellan 480 och 472 f.Kr., som en del i de byggnationer som firade segern över kartagerna vid Himera 480 f.Kr. Templet hade en cella och distyle i antis pronaos, men altaret låg vid klippan utomhus norr om templet i form av en grop, där vatten kunde hällas i och sedan ledas bort. Altaret tycks vara designat för dyrkan av den ktoniska Demeter, och indikerar att templet var centrum för stadens Thesmophoria.
Demeters klipphelgedom låg nedanför Demeters tempel. Den bestod av två grottor som tros ha använts för kulten av en lokal gudinna före grekernas bosättning, och lerskärvor från 700-talet f.Kr har återfunnits där. En väg ledde till grottorna genom en långsträckt byggnad. Den övertogs av grekerna när dessa grundade staden och dessa identifierade då den lokala gudinnan med Demeter. Grottorna fylldes med votivgåvor av terrakotta till Demeter och Persefone. Den upphörde att användas när kartagerna skövlade staden 406 f.Kr. Cirka hundra år senare gjordes den om till ett Nymfeum. 
De Ktoniska Gudomligheternas helgedom låg strax innanför den spets som stadens södra murar bildade mellan floderna Hypsas och Akragas, i ett tempelområde bredvid tre tempel åt Zeus, Herakles och Hefaistos. Helgedomen grundades cirka 600 f.Kr. Den bestod av ett komplext system av sammanhängande byggnader omgivna av en temenosmur. Den innehöll ett runt och ett fyrkantigt altare, ursprungligen utomhus, som sedan kringbyggdes; ett tempel konstruerat på 400-talet f.Kr, med tre mindre vidhängande byggnader; och två tempelbyggnader som aldrig färdigställdes. En mängd votivgåvor typiska för de som brukade ges till Demeter har återfunnits i helgedomen, och den tros ha tillägnats Demeter som underjordisk gudom, men även andra underjordiska gudar antas ha dyrkats där. 